# L'Impératrice de Mars
L'Impératrice de Mars (Empress of Mars) est le neuvième épisode de la dixième saison de la deuxième série télévisée britannique Doctor Who. Il est diffusé sur BBC One le 10 juin 2017.

## Distribution
- Peter Capaldi : Le Docteur
- Pearl Mackie : Bill Potts
- Matt Lucas : Nardole
- Michelle Gomez : Missy
- Ysanne Churchman (en) : voix d'Alpha Centauri

## Résumé
Le Docteur, Bill et Nardole arrivent sur Mars et se retrouvent dans un conflit impossible entre les guerrier de glaces et des soldats de l'Ère Victorienne. Lorsque les Martiens les ont entourés, le Docteur est face à un dilemme  : cette fois ce sont les humains - et non les Guerriers de Glace - les envahisseurs. Quand la Terre envahit Mars, de quel côté le Docteur est-il ?

### Continuité
- Cet épisode marque le retour des Guerriers de Glace, ennemis de la première série de Doctor Who. Ils sont apparus pour la dernière fois dans Destruction mutuelle assurée en 2013. Le Docteur les salue par la même phrase[1].
- Cet épisode raconte la première rencontre entre les guerrier de glaces et Alpha Centauri. Ceux-ci seront vus ensemble faisant partie d'une fédération dans les épisodes des années 1970 The Curse of Peladon et The Monster of Peladon[1].
- Le Docteur dit à Vendredi qu'il était un gardien honoraire thytonien, il l'a été dans l'épisode The Creature From The Pit.
- On peut voir un portrait de la reine Victoria que le Docteur a déjà rencontré dans l'épisode Un loup-garou royal. Elle est représentée sous les traits de l'actrice qui la jouait.
- Le tournevis sonique ne fonctionne toujours pas sur le bois, mentionné la première fois dans l'épisode Bibliothèque des ombres et dans plusieurs autres épisodes par la suite.